# الوطن (فلم)
الوطن (بالإنجليزية: Home) هو فيلم رسوم متحركة أميركي من إخراج تيم جونسون.

## قصة الفيلم
«أوه» كائن فضائي لطيف غريب يهبط على الأرض ويجد نفسه هاربًا من بنو جنسه، ويكوّن أوه صداقة غير محتملة مع فتاة تحب المغامرة اسمها «تيب» لها هدف خاص بها هي الآخرى، وعبر سلسلة من المغامرات الكوميدية، يتعلم «أوه» أن كونك مختلفًا وكونك ترتكب أخطاء هو جزء من الطبيعة البشرية، وبينما يغير «أوه» عالمها وتغير «تيب» عالمه يكتشف الاثنان المعنى الحقيقي لكلمة وطن.

## بطولة
- جيم بارسنز
- ريانا
- جينيفر لوبيز
- ستيف مارتن

## روابط خارجية
- مقالات تستعمل روابط فنية بلا صلة مع ويكي بيانات